# Método de Baermann-Moraes
O Método de Baermann-Moraes em coprologia é um método de análise parasitológica de fezes. É um método que detecta larvas vivas, através de hidrotropismo e termotropismo positivo.
Usualmente utilizado para detectar principalmente larvas de Strongyloides stercoralis, podendo observar larvas de ancilostomídeos. Para diferenciar as larvas pode-se utilizar coloração pelo lugol. Quando coradas, é possível observar em lavas de Strongyloides o vestíbulo bucal curto na região anterior e o primórdio genital na região posterior do corpo do parasito. Larvas de ancilostomídeos possuem vestíbulo bucal comprido e não possuem primórdio genital visível.' 

## Aparelho de Baermann
O aparelho de Baermann consiste em um funil de vidro suspenso por uma haste. Um tubo de borracha, acoplado à parte inferior do funil, é obstruído com um grampo. Uma peneira (abertura de 250 μm), ou duas camadas de gaze, são colocados na parte mais larga do funil, que foi parcialmente preenchido com água, e duas camadas de gaze são colocadas sobre a peneira. 

## Etapas
1. Pesar 10 g de fezes;
2. As fezes são colocadas no centro de uma peneira (150 μm). (De forma alternativa, colocar as fezes em uma camada dupla de gaze que é dobrada para formar uma bolsa e é fechada com um elástico ou barbante. Colocar um palito para coquetel ou bastão sob o elástico ou barbante e suspender a bolsa no funil);
3. Preencher lentamente o funil com água morna até que as fezes estejam imersas;
4. Deixar o aparelho à temperatura ambiente durante a noite, período durante o qual as larvas irão migrar para fora das fezes e através da peneira para sedimentarem no colo do funil;
5. Liberar o grampo da borracha e coletar a água no colo do funil para exame microscópico;
6. Examinar o sedimento retirando alguns milímetros e deixando sedimentar por 30 min;
7. De forma alternativa, 5 a 10 mℓ podem ser retirados, colocados em um tubo de centrifugação e centrifugados a 1.500 rpm por 2 min;
8. Sifonar o sobrenadante e transferir o sedimento para uma lâmina de microscópio;
9. As gotas sobre a lâmina podem ser examinadas sem uma lamínula, para avaliar a presença de larvas móveis;

Uma adaptação simples do método descrito anteriormente é suspender as fezes envoltas em gaze em uma taça preenchida com água e deixar em repouso durante a noite. As larvas deixarão as fezes, migrarão através da gaze e se assentarão no fundo da taça. Após sifonar o sobrenadante, o sedimento é examinado em baixa magnificação no microscópio.